# Бріттані Фелан
Бріттані Фелан (англ. Brittany Phelan) — канадська гірськолижниця та фристайлістка, спеціалістка зі скікросу, олімпійська медалістка. 
Срібну олімпійську медаль Фелан  виборола на Олімпіаді 2018 року в корейському Пхьончхані в змаганнях зі скікросу. 

## Зовнішні посилання
- Досьє на сайті Міжнародної федерації лижного спорту [Архівовано 29 квітня 2018 у Wayback Machine.]

## Виноски
1. ↑  Freebase Data Dumps — Google.
2. ↑  Women's ski cross results